# Cynanchum meyeri
Cynanchum meyeri là một loài thực vật có hoa trong họ La bố ma. Loài này được (Decne.) Schltr. mô tả khoa học đầu tiên năm 1895.